# Kutasó
Kutasó [wym. /ˈkutɒʃo/], – wieś i gmina w północnej części Węgier, w pobliżu miasta Pásztó.
Miejscowość leży na obszarze Średniogórza Północnowęgierskiego i należy do powiatu Pásztó, wchodzącego w skład komitatu Nógrád.
Gmina Kutasó liczy 122 mieszkańców (2009) i zajmuje obszar 6,05 km².